# Daiyehan Nichols-Bardi
Daiyehan Nichols-Bardi (* 13. März 2001) ist ein österreichischer Bobfahrer und ehemaliger Leichtathlet.

## Karriere
Nichols Bardi startete seine sportliche Karriere als Leichtathlet bei der Union St. Pölten. In dieser Zeit gewann er einige österreichische Jugendmeistertitel und nahm unter anderem an der U18-EM in Győr teil. Nach einer enttäuschenden Saison 2020/21 entschloss er sich auf Anraten seiner Trainerin zum Bobsport zu wechseln.
Im November 2021 begann Nichols-Bardi mit dem Bobsport, wobei er gemeinsam mit Jakob Mandlbauer, einem weiteren ehemaligen Leichtathleten, antrat. Bei den Juniorenweltmeisterschaften 2022 in Innsbruck-Igls gewann das Duo die Bronzemedaille in der U23-Klasse im Zweier. Im Viererbob erreichten die beiden mit Luca Volgger und Dominik Hanschitz die Silbermedaille in der gleichen Klasse.
Im darauffolgenden Jahr belegte Nichols-Bardi in gleicher Besetzung jeweils den 5. Rang im Zweier bzw. Vierer bei den Junioreneuropameisterschaften in Winterberg, wobei sie im Vierer eine Medaille nur um wenige Zehntel verpassten.
2024 erreichten Mandlbauer/Nichols-Bardi bei den Junioreneuropameisterschaften in Altenberg trotz eines Sturzes während der Trainings den 6. Platz.
Zu Beginn des Winters 2024/25 wechselt Nichols-Bardi zum von Markus Treichl gesteuerten Bob Österreich I.

## Erfolge

### Leichtathletik

#### Persönliche Bestzeiten
- 60 m: 6,94 s (30. Januar 2021; Wien)
- 100 m: 10,74 s (3. Juni 2021; St. Pölten)
- 200 m: 22,82 s (15. Mai 2021; Wien)

### Bobsport

#### Weltcup
- 2 Platzierungen unter den besten 10

#### Weltmeisterschaften
- St. Moritz 2023: 23. Zweier
- Winterberg 2024: 17. Vierer, 18. Zweier
- Lake Placid 2025: DNS Vierer

#### Europameisterschaften
- Sigulda 2024: 18. Vierer

#### U23-Weltmeisterschaften
- Innsbruck 2022: 2. Vierer, 3. Zweier

#### Juniorenweltmeisterschaften
- Innsbruck 2022: 8. Vierer, 10. Zweier
- Winterberg 2023: 9. Vierer, 10. Zweier
- St. Moritz 2024: 7. Vierer, 10. Zweier

#### Junioreneuropameisterschaften
- Winterberg 2023: 5. Zweier, 5. Vierer
- Altenberg 2024: 6. Zweier